# Charcenne
Charcenne és un municipi francès situat al departament de l'Alt Saona i a la regió de Borgonya - Franc Comtat. L'any 2007 tenia 354 habitants.

## Demografia

### Població
El 2007 la població de fet de Charcenne era de 354 persones. Hi havia 129 famílies, de les quals 28 eren unipersonals (12 homes vivint sols i 16 dones vivint soles), 36 parelles sense fills, 57 parelles amb fills i 8 famílies monoparentals amb fills.
La població ha evolucionat segons el següent gràfic:
Habitants censats

### Habitatges
El 2007 hi havia 157 habitatges, 127 eren l'habitatge principal de la família, 15 eren segones residències i 15 estaven desocupats. 141 eren cases i 13 eren apartaments. Dels 127 habitatges principals, 89 estaven ocupats pels seus propietaris, 35 estaven llogats i ocupats pels llogaters i 2 estaven cedits a títol gratuït; 1 tenia una cambra, 4 en tenien dues, 13 en tenien tres, 25 en tenien quatre i 83 en tenien cinc o més. 99 habitatges disposaven pel capbaix d'una plaça de pàrquing. A 51 habitatges hi havia un automòbil i a 65 n'hi havia dos o més.

### Piràmide de població
La piràmide de població per edats i sexe el 2009 era:
| Homes | Edats   | Dones |
| ----- | ------- | ----- |
| 0     | 95 o +  | 0     |
| 0     | 90 a 94 | 0     |
| 0     | 85 a 89 | 0     |
| 4     | 80 a 84 | 4     |
| 8     | 75 a 79 | 12    |
| 4     | 70 a 74 | 8     |
| 8     | 65 a 69 | 4     |
| 0     | 60 a 64 | 4     |
| 4     | 55 a 59 | 4     |
| 0     | 50 a 54 | 12    |
| 16    | 45 a 49 | 12    |
| 16    | 40 a 44 | 0     |
| 4     | 35 a 39 | 8     |
| 20    | 30 a 34 | 24    |
| 4     | 25 a 29 | 12    |
| 8     | 20 a 24 | 8     |
| 0     | 15 a 19 | 12    |
| 20    | 10 a 14 | 20    |
| 12    | 5 a 9   | 4     |
| 16    | 0 a 4   | 12    |

## Economia
El 2007 la població en edat de treballar era de 219 persones, 161 eren actives i 58 eren inactives. De les 161 persones actives 148 estaven ocupades (84 homes i 64 dones) i 13 estaven aturades (6 homes i 7 dones). De les 58 persones inactives 16 estaven jubilades, 25 estaven estudiant i 17 estaven classificades com a «altres inactius».

### Ingressos
El 2009 a Charcenne hi havia 125 unitats fiscals que integraven 344 persones, la mediana anual d'ingressos fiscals per persona era de 19.074 €.

### Activitats econòmiques
Dels 16 establiments que hi havia el 2007, 2 eren d'empreses alimentàries, 4 d'empreses de construcció, 2 d'empreses de comerç i reparació d'automòbils, 3 d'empreses d'informació i comunicació, 1 d'una empresa financera i 4 d'empreses de serveis.
Dels 2 establiments de servei als particulars que hi havia el 2009, 1 era un guixaire pintor i 1 electricista.
L'únic establiment comercial que hi havia el 2009 era una fleca.
L'any 2000 a Charcenne hi havia 10 explotacions agrícoles.

## Equipaments sanitaris i escolars
El 2009 hi havia una escola elemental integrada dins d'un grup escolar amb les comunes properes formant una escola dispersa.

## Poblacions més properes
El següent diagrama mostra les poblacions més properes.